# Angelo Spanio (calciatore)
Angelo Spanio (Venezia, 4 ottobre 1939 – Parma, 1º ottobre 1999) è stato un calciatore italiano, di ruolo centrocampista.

## Carriera
Nato in una famiglia numerosa, iniziò a giocare nelle giovanili del Venezia dividendo la passione per il calcio con un lavoro nell'ambito del commercio; fu quindi prestato alla Nissena che lasciò dopo tre mesi per divergenze economiche.
Arrivò alla Pro Vercelli nel 1960-1961, stagione in cui fu chiamato dalla Nazionale di Serie C, con cui disputò 3 gare.
Ha disputato tre campionati in massima serie, uno col Torino (due sole presenze nell'annata Serie A 1962-1963) e due con la Roma, che ne acquistò il cartellino nel 1965 dal Napoli dove - l'anno prima - Spanio era stato il terzo miglior cannoniere in una squadra che sarebbe poi stata promossa in Serie A. Alla Roma segnò 3 gol di cui 2 nelle trasferte a Milano, quella del 28 novembre 1965, 11ª giornata in cui la sua squadra perse contro il Milan per 3-1 e quella del 13 febbraio 1966, 21ª giornata in cui segnò all'Inter il gol del momentaneo vantaggio dopo che Sandro Mazzola aveva pareggiato appena dieci minuti prima su rigore; la gara si sarebbe poi conclusa con il risultato di 2-2.
In carriera ha totalizzato complessivamente 28 presenze e 3 reti in Serie A e 110 presenze e 12 reti
in Serie B con le maglie di Parma, Napoli e Savona.
È scomparso nel 1999, qualche giorno prima del suo sessantesimo compleanno.

## Palmarès

### Giocatore

#### Competizioni nazionali
- Campionato italiano Serie C: 1

Cesena: 1967-1968 (girone B)